# L'Obs
L'Obs is een Frans weekblad, dat voornamelijk bericht over politiek en het sociale en economische leven in Frankrijk. Het is qua oplage het op twee na grootste Franse weekblad.
Het weekblad werd als Le Nouvel Observateur in 1964 opgericht door de Franse filosoof en journalist André Gorz en de journalist Jean Daniel. Le Nouvel Observateur was een nieuwe start voor het tijdschrift France Observateur, dat in 1950 als L’Observateur opgericht was door Claude Bourdet. In 1954 was de naam van het blad gewijzigd in France Observateur en in 1964 verkeerde dat blad in grote moeilijkheden. Het laatste nummer verscheen op 12 november 1964, waarna op 19 november 1964 het eerste nummer van Le Nouvel Observateur verscheen. Sinds 2014 wordt het weekblad onder de naam L'Obs uitgegeven.
Het blad heeft tegenwoordig een gematigd-linkse politieke signatuur.